# Saxparty 10
Saxparty 10 är ett studioalbum från 1983 utgivet av det svenska dansbandet Ingmar Nordströms på skivmärket Frituna. Albumet placerade sig som högst på tionde plats på den svenska albumlistan.

## Låtlista
1. Comment ça va
2. Midnight Blue
3. Still
4. Flashdance... Vilken känsla (Flashdance... What a Feeling)
5. As Time Goes By
6. Arrivederci Claire
7. Innan jag förlorade dig (Twilight)
8. Nu vill jag va' fri (We Wanna Be Free)
9. För alltid och evigt (Forever And Ever)
10. Amor
11. En dörr på glänt
12. I Need You
13. Misha
14. Om du finner kärleken (If You Ever Fall in Love)
15. Kär igen
16. In the Summertime

## Listplaceringar
| Lista (1983) | Topplacering |
| ------------ | ------------ |
| Sverige      | 10           |

### Fotnoter
1. ↑  Listplacering